# Munich 72 : L'Attentat

Munich 72 : L'Attentat (München 72 – Das Attentat) est un téléfilm allemand réalisé par Dror Zahavi et diffusé en 2012.

## Fiche technique
- Titre original : München 72 – Das Attentat
- Réalisation : Dror Zahavi
- Scénario : Martin Rauhaus
- Photographie : Gero Steffen
- Musique : Ulrich Reuter
- Pays d'origine :  Allemagne
- Langue : allemand
- Durée : 105 minutes
- Date de diffusion :
  -  France :

## Distribution
- Heino Ferch : Dieter Waldner
- Bernadette Heerwagen : Anna Gerbers
- Felix Klare : Michael Bruckner
- Pasquale Aleardi : André Spitzer
- Esther Zimmering : Ankie Spitzer
- Rainer Bock : Bruno Merk
- Stephan Grossmann : Hans-Dietrich Genscher
- Benjamin Sadler : Ulrich Wegener
- Shredy Jabarin : Issa (comme Shredi Jabarin)
- Christoph Zrenner : Walther Tröger